# توکودایجی سانه‌هیسا
توکودایجی سانه‌هیسا (به ژاپنی: 徳大寺実久) ( ۱ اکتبر ۱۵۸۳ - مرگ ۳ ژانویه ۱۶۱۷) یک کوگه و هفدهمین رهبر خاندان توکودایجی، در خدمت امپراتور گو-یوزی و امپراتور گومیزونو در دوره آزوچی-مومویاما و اوایل دوره ادو بود. وی همسر گتسومیو این (مرگ ۱۶۰۸) دختر اودا نوبوناگا بود.